# Kegalj vára
Kegalj vára (horvátul: Kegalj-grad) egy középkori vár romja Horvátországban, a Šibenik-Knin megyei Ervenikhez tartozó Mokro Polje határában. 

## Fekvése
Erveniktől keletre, Mokro Polje falutól északra, a Zrmanja folyó kettős kanyarulatának északi oldala felett emelkedő 253 méter magas hegyen állnak romjai.

## Története
A várat 1433-ban említik először. Valószínűleg Kegalj, a Keglević nemesi család őse építette az uradalom megerősített székhelyeként a Zrmanja folyó középső folyásának mentén. Maga az uradalom nem volt területileg egyedülálló entitás, hanem a Zrmanja folyó középső folyásán szétszórt birtokok sorozatából állt. A kegalji birtokon kívül, amelyen az azonos nevű nemesi vár állt az uradalom magában foglalta Ramljane, Kočevići, Pokorovnici, Prklji, Dobravoda és Poričane birtokokat is, amelyről a Keglevićek a de Porychan, Porechan, Porichan nemesi előnevet viselték. Keglevićek koruk sok más nemes családjához hasonlóan igyekeztek megszilárdítani és egyesíteni birtokaikat, így gyakran csaptak össze szomszédaikkal. Az 1520-as évek során a túlerőben levő oszmán seregekkel való összecsapás során azonban el kellett hagyniuk itteni birtokaikat és vissza kellett vonulniuk Északnyugat-Horvátországba. Ezután Kegalj elhagyatott maradt egészen a 18. század elejéig, amikor őrhelyként rövid ideig velencei szolgálatban álló hajdúk állomásoztak benne.

## A vár mai állapota
A várat három oldalról a Zrmanja folyó által félszigetszerűen kialakított meredek part határolja. Három különböző magasságban épült. A romok észak–déli irányban körülbelül 42 méter hosszan, nyugat–keleti irányban pedig körülbelül 34 méter szélességben húzódnak. A legmagasabb ponton a belsővár maradványai vannak, erős védőtoronnyal, amelynek nyugati és délnyugati oldalán fekszik a megerősített külső vár, amelyet védőfalak osztanak három különálló egységre. Falainak eltérő szerkezete alapján arra lehet következtetni, hogy a vár, mint sok más hasonló erődítmény több építési fázisban épült attól függően, ahogy a katonai szükségletek és gazdái anyagi képességei lehetővé tették. A várnak a 16. század első negyedében történő korai elhagyása, valamint az a tény, hogy mindentől távol feküdt megkímélte a teljes pusztulástól. A várból mára csak a központi torony, a hozzá csatlakozó falak és az egykori lakóépületek egyes falai állnak. A 19. században feljegyzik, hogy a megmaradt falakat a helyiek házépítéshez használják fel. 